# Травне (Мамонтовський район)
Тра́вне (рос. Травное) — село у складі Мамонтовського району Алтайського краю, Росія. Входить до складу Островнівської сільської ради.

## Населення
Населення — 435 осіб (2010; 644 у 2002).
Національний склад (станом на 2002 рік):
- росіяни — 93 %